# Draga Olteanu-Matei
Draga Olteanu Matei, nascuda Draga Olteanu (Bucarest, 24 d'octubre de 1933 – Iași, 18 de novembre de 2020) va ser una actriu romanesa. Famosa actriu de teatre i de televisió, va participar en més de trenta pel·lícules entre 1967 i 2006. Fou homenatjada amb un estel al Passeig de la Fama romanès de Bucarest el 29 d'octubre de 2011.

## Filmografia parcial
| Any  | Títol               | Rol                | Realitzador        |
| ---- | ------------------- | ------------------ | ------------------ |
| 1999 | Faimosul paparazzo  |                    | Nicolae Mărgineanu |
| 1979 | Nea Mărin miliardar | Veta               | Sergiu Nicolaescu  |
| 1973 | Explosion           |                    | Mircea Drăgan      |
| 1966 | Haiducii            | la dona de Zdrelea | Dinu Cocea         |
| 1962 | S-a furat o bombă   |                    | Ion Popescu-Gopo   |